# NGC 5329
NGC 5329 ist eine Elliptische Galaxie vom Hubble-Typ E0 im Sternbild Jungfrau auf der Ekliptik.  Sie ist schätzungsweise 316 Millionen Lichtjahre von der Milchstraße entfernt und hat einen Durchmesser von etwa 120.000 Lj. Sie bildet gemeinsam mit LEDA 214169 ein gravitativ gebundenes Galaxienpaar.

Im selben Himmelsareal befinden sich u. a. die Galaxien NGC 5331, NGC 5335, IC 943.
Die Typ-Ia-Supernova SN 2009ep wurde hier beobachtet.
Das Objekt wurde am  30. April 1786 von Wilhelm Herschel mit einem 18,7-Zoll-Spiegelteleskop entdeckt, der sie dabei mit „eF, vS, stellar, confirmed at 240 power“ beschrieb.